# معجزة على الجليد

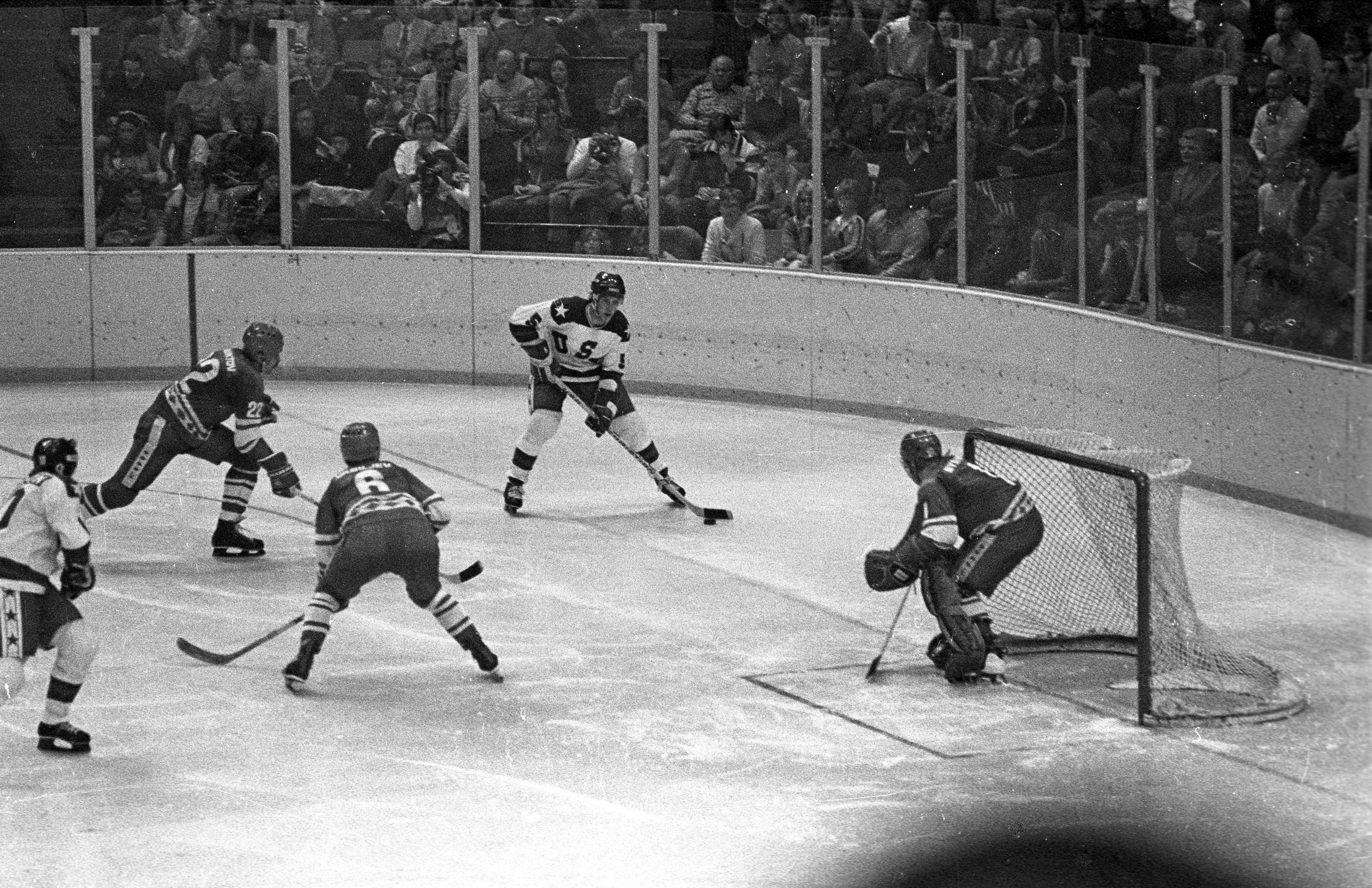

معجزة على الجليد (بالإنجليزية: Miracle on Ice)‏ هو المصطلح الذي أطلق على الانتصار الذي حققه المنتخب الأمريكي لهوكي الجليد على المنتخب السوفيتي في دورة الألعاب الأولمبية الشتوية التي أقيمت في ليك بلاسيد بولاية نيويورك عام 1980. وتعرف أيضًا باسم معجزة الجليد. وتشكل الفريق الأمريكي بقيادة المدرب هيرب بروكس من طلبة الجامعات الأمريكية، ولم يكن وقتها مرشحًا للصعود على منصة التتويج. وكان الفوز الذي حققه المنتخب الأمريكي على نظيره السوفيتي من أكبر مفاجآت الرياضة في ذلك الوقت، وعرفت من وقتها باسم معجزة على الجليد. وأشارت صحيفة نيويورك تايمز في تقريرها الصادر بعد المباراة إلى أنه بالرغم من هزيمة المنتخب السوفيتي المحترف على أيدي مجموعة من الهواة الأمريكيين، إلا أنه كان حاضرًا بقوة في الملعب.